# منگلیا
شهر منگلیا (به رومانیایی: Mangalia) در شهرستان کونستانس در کشور رومانی واقع شده‌است. جمعیت این شهر ۴۰٬۰۳۷ نفر  است.